# Abraham Kiplagat
Abraham Kiplagat (9 agosto 1984) è un ex mezzofondista keniota.

## Biografia
Nel 2010 ha vinto una medaglia di bronzo negli 800 m piani ai Giochi del Commonwealth, completando dietro a suo cugino Boaz Lalang ed al connazionale ed omonimo Richard Kiplagat il podio (per la prima volta nella storia della manifestazione in questa disciplina tre atleti della stessa nazione hanno occupato tutti i tre gradini del podio).

## Palmarès
| Anno | Manifestazione          | Sede        | Evento       | Risultato | Prestazione | Note |
| ---- | ----------------------- | ----------- | ------------ | --------- | ----------- | ---- |
| 2010 | Giochi del Commonwealth | Nuova Delhi | 8000 m piani | Bronzo    | 1'47"37     |      |

## Campionati nazionali
2010
- 4º ai campionati kenioti, 800 m piani - 1'45"83

## Altre competizioni internazionali
2010
- 5º all'Herculis ( Monaco), 800 m piani - 1'43"77
- 9º ai London Anniversary Games ( Londra), 800 m piani - 1'46"83
- Bronzo all'ISTAF Berlin ( Berlino), 800 m piani - 1'44"49
- 5º al Meeting international d'athlétisme de Dakar ( Dakar), 800 m piani - 1'46"98

2013
- Bronzo al Doha Diamond League ( Doha), 800 m piani - 1'47"08
- 4º al Memorial Primo Nebiolo ( Torino), 800 m piani - 1'48"61

2014
- 4º agli FBK Games ( Hengelo), 800 m piani - 1'46"13